# Клод Калам
Клод Калам (фр. Claude Calame, нар. 10.09.1943, Лозанна) — швейцарський еллініст, історик і антрополог. Професор.
Навчався в Італії та Лозанні, отримав в університеті останньої ступінь бакалавра в 1966 році, а потім навчався в Парижі у вищій школі соціальних наук (EHESS) і в Лондоні в Університетському коледжі. Докторський ступінь отримав в Лозаннському університеті в 1977 році за дослідження про поезію Алкмана. У 1981-2 роках на польових дослідженнях в Папуа-Новій Гвінеї.
У 1970-4 роках викладач грецької в Урбінському університеті. У 1975-84 рр. професор класичних мов коледжу в Лозанні. У 1976-81 рр. президент Швейцарської асоціації семіотики. У 1984—2003 рр. професор грецької мови та літератури Лозаннського університету, очолював міжфакультетську кафедру історії та релігієзнавства, нині почесний професор.
У 1991/2 рр. запрошений викладач (directeur d'études) з релігієзнавства в EHESS. У 1992 році запрошений дослідник в Гарварді. У 1993-4 роках професор Університету Лілль III. У 1994-7 роках працював у Лозанні. У 1997 році співробітник Інституту перспективних досліджень в Прінстоні. У 1998 році запрошений професор в Єлі.
У теперішній час емерит-керівник (directeur d'études) у вищій школі соціальних наук в Парижі (з 2001 року, потім емерит) і молодший науковий керівник Центру імені Л. Гернета в Парижі.
У 2005 році запрошений професор в Італії.
Одружений з 1986 року, є діти.

## Роботи
- Les Chœurs de jeunes filles en Grèce archaïque, 2 vols. (Rome: L'Ateneo and Bizzarri), 1977. (на основі докторського дослідження) (на англ. 1996; 2-е изд. 2001)
- Alcman. Texte critique, témoignages, traduction et commentaire, Roma, 1984.
- Qu'est-ce que la mythologie grecque ?, Paris, Gallimard, 2015. ISBN 978-2-0704-4578-3